# Gobiesox nudus
Gobiesox nudus är en fiskart som först beskrevs av Carl von Linné 1758.  Gobiesox nudus ingår i släktet Gobiesox och familjen dubbelsugarfiskar. Inga underarter finns listade i Catalogue of Life.